# Charlotte de Wurtemberg
La princesse Marie-Charlotte-Frédérique de Wurtemberg (en allemand : Maria Charlotte Fredericka, Prinzessin von Württemberg), née le 9 janvier 1807 à Stuttgart, décédée le 2 février 1873 à Saint-Pétersbourg, est devenue, à la suite de son mariage avec le grand-duc Michel de Russie et à sa conversion à la religion orthodoxe, grande-duchesse de Russie sous le nom de grande-duchesse Hélène.
Elle était philanthrope, partisan de l'abolition du servage et des grandes réformes du milieu du XIXe siècle.

## Biographie

### Enfance
Charlotte est la fille aînée du duc Paul-Charles de Wurtemberg et de son épouse, née princesse Charlotte de Saxe-Hildburghausen. Ses parents s'établissent à Paris, car son père avait des rapports conflictuels avec son frère, le roi Guillaume Ier de Wurtemberg.
La jeune princesse Charlotte grandit dans des conditions relativement modestes dans la pension de l'école de Madame Campan, où elle devient amie des filles du général Walter, parent du naturaliste Georges Cuvier. Cuvier et son entourage donnent à la jeune princesse une grande ouverture d'esprit. Elle reçoit d'autre part une solide éducation et étonne son entourage par ses idées et par l'étendue de sa culture générale. Ses longues promenades avec le naturaliste dans le Jardin des Plantes de Paris développent l'intelligence de cette princesse curieuse et douée. De retour en Allemagne, elle poursuivra sa correspondance avec Georges Cuvier.

### Mariage et descendance

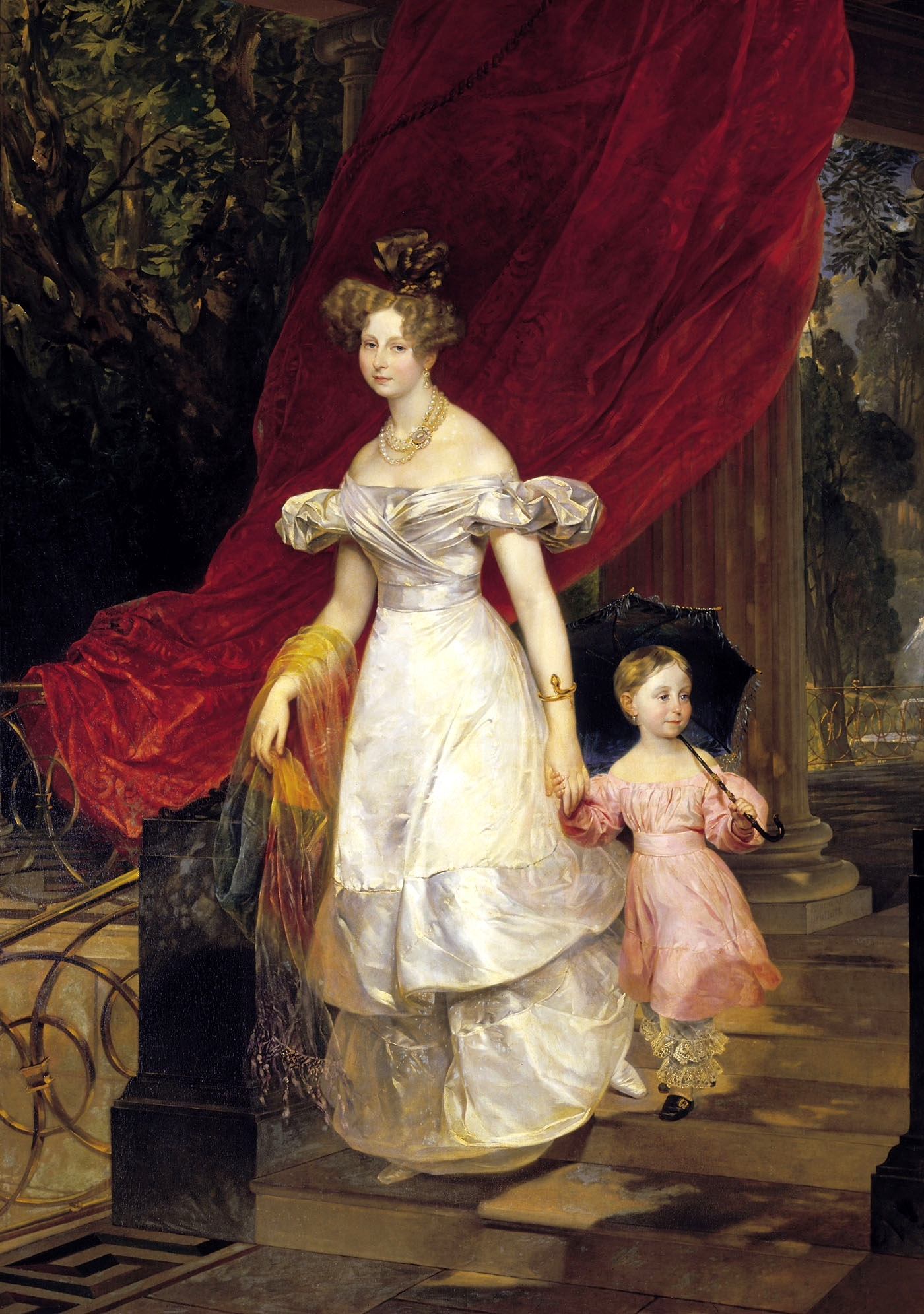
La grande duchesse Hélène et sa fille Marie (1830)

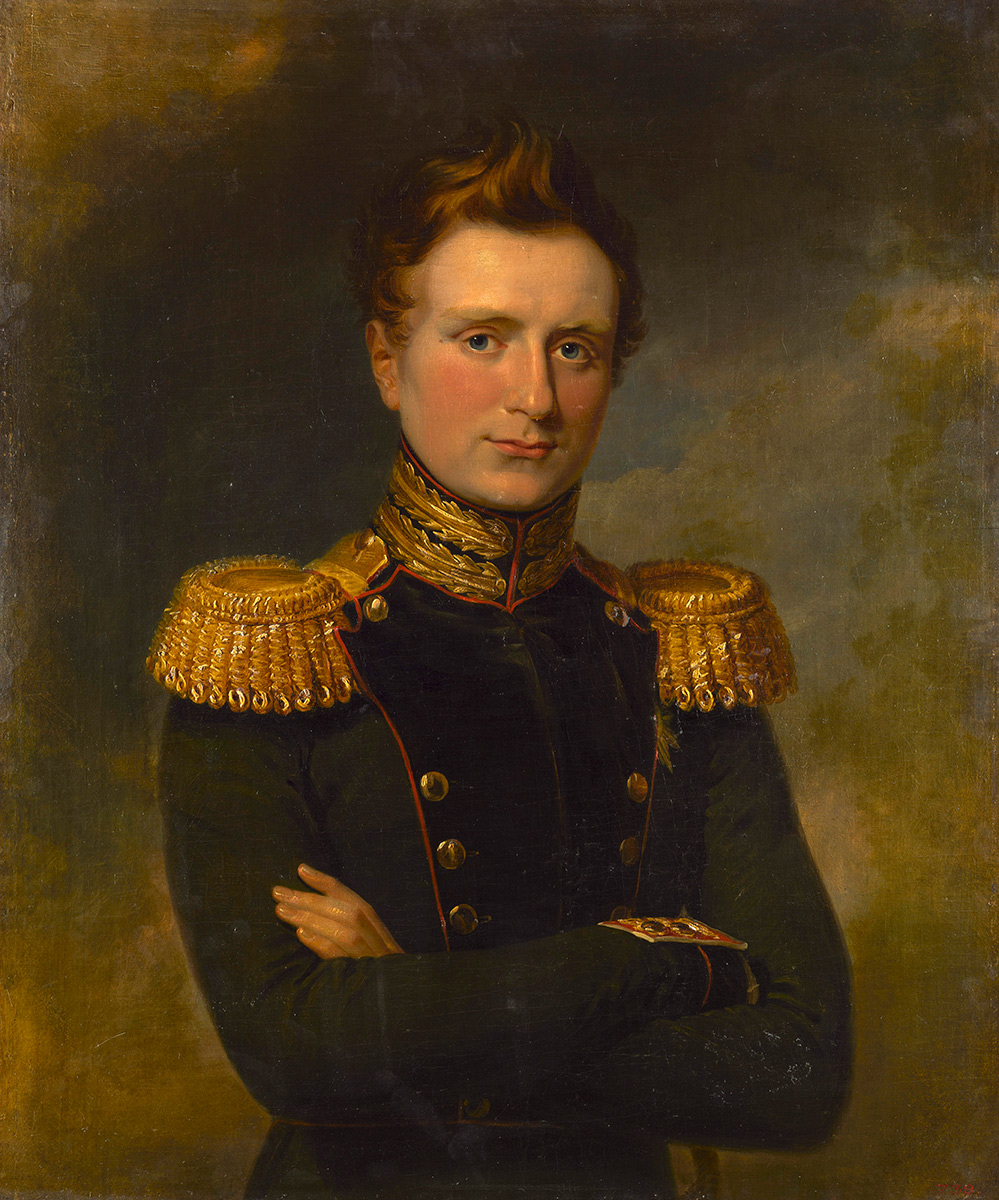
Le grand-duc Michel

Le 19 février 1824, à peine âgée de dix-sept ans, elle épouse à Saint-Pétersbourg son cousin le grand-duc Michel Pavlovitch de Russie (1798-1849), le plus jeune fils du tsar Paul Ier (mort en 1801) et de l'impératrice Maria Feodorovna, elle aussi issue de la maison de Wurtemberg.
À son entrée dans l'orthodoxie, Marie-Charlotte choisit d'être nommée Elena Pavlovna (« Hélène, fille de Paul ») et reçoit le titre de grande-duchesse. Peu après ce mariage, son beau-frère, le tsar Alexandre meurt en 1825 et son successeur est Nicolas (1796-1855), Constantin (1779-1831) ayant renoncé au trône impérial.
De leur mariage sont issus :
- Marie Mikhaïlovna (1825-1846): sans alliance
- Élisabeth Mikhaïlovna : (1826-1845) mariée en 1844 à Adolphe Ier, duc de Nassau (1817-1905)
- Catherine Mikhaïlovna : (1827-1894) mariée en 1851 au duc Georges-Auguste de Mecklembourg-Strelitz (1824-1876)
- Alexandra (1831-1832)
- Anne (1834-1836)

Les premiers mois de leur union sont un échec, car le jeune époux voue à l'armée une passion dévorante. Cependant, la famille impériale considère que la jeune grande-duchesse était un être exceptionnellement intelligent et mûr pour son âge, avec des manières agréables et une conversation brillante. Elle enchante tout le monde.
Au décès de l'impératrice douairière Marie Fiodorovna, la grande-duchesse reçoit en héritage le patronage des Instituts d'obstétriques dits de l'Impératrice-Marie et est nommée commandant honorifique du 10e régiment de dragons de Novgorod.

### Activités sociales et actes de bienfaisance

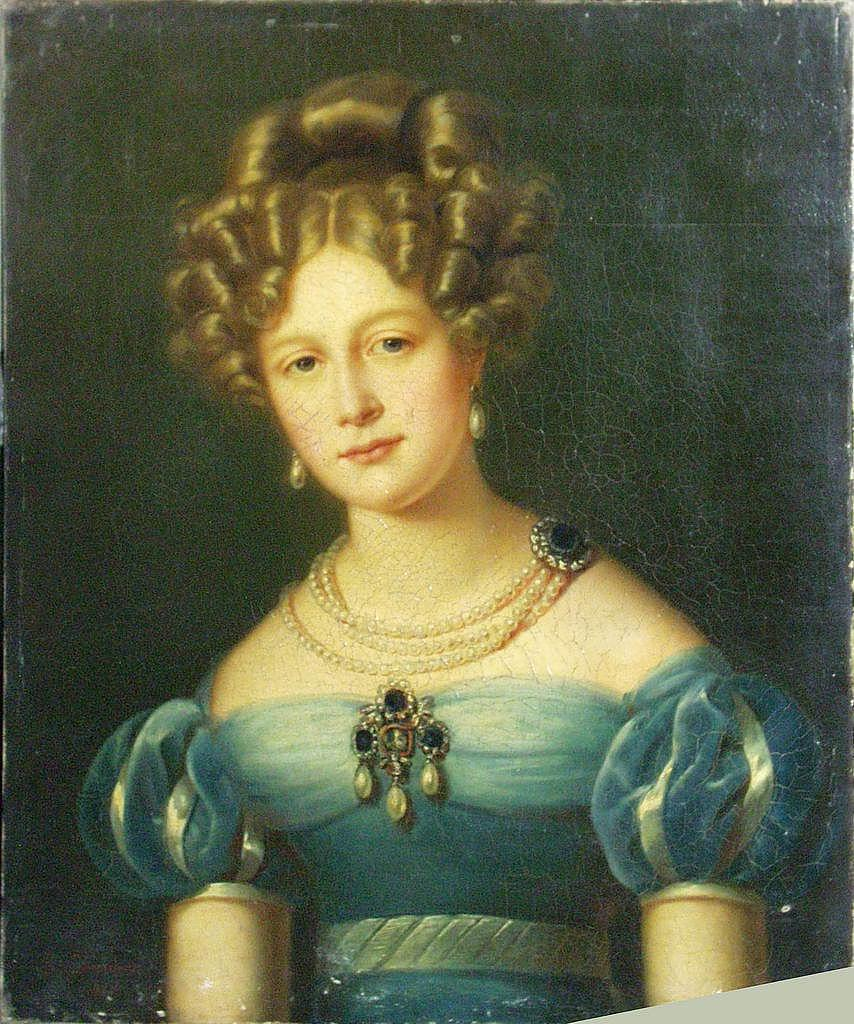
Marie-Charlotte-Frédérique de Wurtemberg, 1824, portrait de Sophie Chéradame, Musée de l’Ermitage.

La grande-duchesse Hélène se révèle une véritable protectrice des arts : elle remet une importante somme d'argent au peintre Alexandre Ivanov (1806-1858) pour son tableau L'apparition du Christ au peuple. Les peintres Briullov (1799-1852), Aïvazovski (1817-1900), et le musicien et compositeur Rubinstein (1829-1894) bénéficient également de son soutien.
La grande-duchesse Hélène finance aussi la création de la Société de musique russe et du conservatoire, avec le produit de la vente de ses diamants personnels. L'école du conservatoire primaire ouvre ses portes en 1858 dans son palais.
La grande-duchesse fournit également un soutien à l'acteur russe S.I Gorbounov, au ténor Nilski, au chirurgien et anatomiste Nikolaï Ivanovitch Pirogov (1810-1881), etc.
Elle promeut l'édition posthume des œuvres complètes de Gogol et témoigne d'un grand intérêt pour les activités de l'Université de Saint-Pétersbourg, de l'Académie de sciences et de la Société d'Économie libre.
Dans les années 1853 1856, la grande-duchesse Hélène est l'une des fondatrice d'un ordre de religieuses infirmières pour la Croix-Rouge, les Sœurs de l'Exaltation de la Croix. De décembre 1854 à janvier 1856 plus de deux cents infirmières travaillèrent en Crimée, pendant la guerre.
En mémoire de ses défuntes filles, Elisabeth et Marie, la grande-duchesse Hélène fonde à Saint-Pétersbourg l'Hôpital pour enfants Élisabeth, les orphelinats Marie et Élisabeth à Moscou et à Pavlovsk.
Elle crée aussi en collaboration avec le professeur thérapeute E. E. Eichwald, une institution médicale destinée à la formation et au perfectionnement professionnels des médecins. Elle est inaugurée en 1885, sous le nom d'Institut clinique de la grande-duchesse Elena Pavlovna.
La grande-duchesse fait preuve de talents d'organisatrice dans ses œuvres de bienfaisance, ainsi que d'administratrice.

### Son cercle politique et artistique

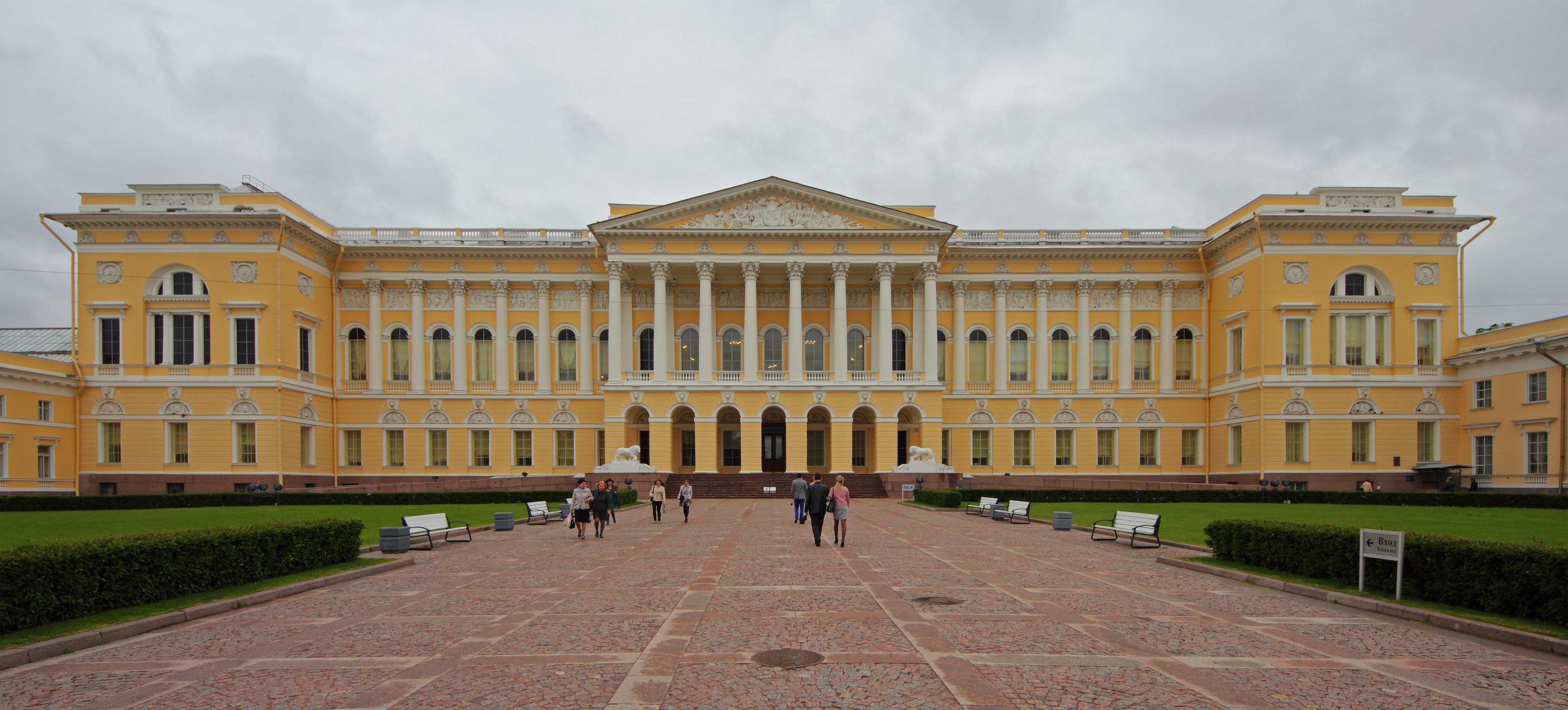
Façade du palais Michel, aujourd'hui Musée russe.

De 1840 à 1873, au palais Michel, chaque soirée du jeudi était consacrée à discuter de questions de politique, de culture, de nouvelles littéraires. Le cercle du jeudi de la grande-duchesse devient bientôt le salon d'éminentes personnalités et de promoteurs des grandes réformes du milieu du XIXe siècle, comme Milioutine (1818-1872), ami proche de la grande-duchesse.
La grande-duchesse réunissait aussi au palais Michel, le jeudi, des hommes tels que Bloudov (1864-?) diplomate et écrivain, le président du conseil d'État et du conseil des ministres, le prince Orlov (1787-1862) ou bien le comte Panine, procureur général, favorable à l'émancipation des serfs (1801-1874). Elle recevait aussi le prince Gortchakov, diplomate et chancelier (1798-1883) ou bien le comte Mouraviov-Amourski (1809-1881) gouverneur de la Sibérie orientale, le comte Kisseliov (1788-1872), et même le prince Otto von Bismarck (1815-1898). Nikolaï Alexeïevitch Milioutine, le prince Tcherkassky (en) (1821-1878), V. Tarnovsky, G.P Galagan, le slavophile Samarine (1819-1876), le juriste et historien, Kaveline (1818-1885), Ivan Aksakov (1823-1886, écrivain et poète slavophile, Alexandre Golovine (1821-1886, conseiller d'État, furent aussi parmi ses invités. Le comte polonais Reutern, le comte Iouri Mikhaïlovitch Wielgorsky (1753-1857), le prince Odoïevski (1803-1869), écrivain et philosophe, ainsi que Tioutchev (1803-1873), ou Alexandre von Humboldt (1769-1859) et le baron Haxthausen. Elle reçut aussi le baron de Custine (1790-1857) qui n'aimait pourtant pas la Russie. Dans le domaine scientifique, elle invita l'un des fondateurs de l'embryologie, Charles-Ernest von Baer (1792-1876) et l'astronome Otto Struve (1819-1905). Elle ouvrit aussi ses portes au ministre de l'Intérieur, le comte Lanskoï (1787-1862) et au ministre des chemins de fer, Konstantin Vladimirovitch Tchevkine (1802-1875). Certaines réunions eurent lieu en présence du tsar Alexandre II, de son épouse Marie Alexandrovna ou d'autres membres de la famille impériale.

### L'émancipation des paysans russes
À la mort de son beau-frère le tsar Nicolas Ier (1855), elle devient une conseillère écoutée de son neveu le nouvel empereur Alexandre II notamment sur le choix de ses collaborateurs. La grande-duchesse réprouve le servage et déplore la façon de vivre des moujiks. cette attitude courageuse joue un rôle certain dans l'abolition du servage décrétée par le tsar en 1861.
Elle procède aussi en 1856, pour montrer l'exemple à la noblesse russe, à la libération des paysans de son domaine de Karlovka, dans la province de Poltava, comprenant douze villes et villages, 9 090 acres de terres, une population de 7 392 hommes et 7 625 femmes. Elle met en œuvre ce projet avec le baron Engelhart, et établit un partage des terres pour leur donner des moyens de subsistance.
La même année, sur les conseils du comte Kisseliov, la grande-duchesse se rapproche de Milioutine. Elle élabore un plan d'action en mars 1856, avec Milioutine, pour la libération de ses paysans à Poltava et dans les provinces voisines. Elle reçoit l'approbation du jeune tsar. Ce plan consiste à demander aux propriétaires terriens de Poltava, comme le prince V.V. Tranovsky et le prince A. Kotchoubeï et d'autres de donner leur point de vue sur la libération des moujiks de Poltava, Kharkov, Tchernigov, et des provinces de Koursk. Elle prend donc en compte les différents commentaires puis fait éditer une note par Kaveline qu'elle fait remettre au grand-duc Constantin qui se sert de cet exemple de Karlovka dans ses travaux avec l'empereur.
La grande-duchesse Hélène introduit aussi Milioutine auprès de hauts fonctionnaires de l'Empire et de l'empereur en personne. Elle le présente, un soir au palais Michel, à l'impératrice ce qui lui permet de converser longuement avec la souveraine sur l'émancipation des serfs. Il est également présenté au prince Gortchakov. En février 1860, au cours d'une réception au palais, Milioutine engage une longue conversation avec le tsar, où il est question des travaux du comité de rédaction. En citant les mots des Saintes Écritures : « Qui sème dans les larmes, récoltera dans la joie » la grande-duchesse tentait de soutenir le comité dans la bonne humeur pour les convaincre de la réussite de leur projet. Les acteurs principaux de la libération des serfs en Russie : Milioutine, le prince Tcherkassky et Samarine rendent constamment visite à la grande-duchesse, et vivent même au palais de l'été 1859 à 1860.
La société russe surnommait la grande-duchesse la princesse de la liberté.

### Décès
Le grand-duc Michel meurt prématurément à Varsovie en 1849, alors que l'Europe est en proie à des révolutions qui touchent l'Empire russe de façon périphérique.
La grande duchesse Hélène meurt le 2 février 1873 à Saint-Pétersbourg. Elle est inhumée en la cathédrale Saints-Pierre-et-Paul où elle repose près de son époux et de ses filles Alexandra (el) et Anna.

## Personnalité de la grande-duchesse
La jeune grande-duchesse avait commencé à apprendre le russe pendant son premier voyage en Russie et à son arrivée à Saint-Pétersbourg, elle put accueillir chacune des deux cents personnes présentes avec quelques mots de russe. Elle put aussi rapidement lire L'Histoire générale de la Russie, depuis les temps les plus reculés jusqu'en 1611 de Karamzine.
Elle avait une culture encyclopédique et avait un sens inné de l'élégance. Elle aimait à converser avec d'éminents scientifiques et artistes. Toute sa vie, elle montra un grand intérêt pour l'art, en apportant son soutien aux artistes russes, aux musiciens, aux écrivains. L'empereur Nicolas Ier l'appelait avec ironie « L'esprit savant de notre famille ».
La grande-duchesse fut l'amie de Tourgueniev et après la sentence pénale de Wilhelm Küchelbecker, ami de Pouchkine, une relation de confiance s'établit entre eux.
Elle accueillit entre autres dans son palais de Saint-Pétersbourg Hector Berlioz, lors de sa tournée triomphale de 1847.